# Pamela Ramljak
Pamela Ramljak (Čapljina, 1979) is een zangeres uit Bosnië en Herzegovina.
In 2004 was ze een van de finalisten bij Hrvatski idol, de Kroatische versie van Idols, samen met twee andere verliezende finalisten richtte ze de groep Feminnem op en gingen ze een jaar later naar het Eurovisiesongfestival met het lied Call me dat 14de eindigde.